# Houédo-Aguékon
Houédo-Aguékon è un arrondissement del Benin situato nella città di Sô-Ava (dipartimento dell'Atlantico) con 12.989 abitanti (dato 2006).